# Viellenave-d’Arthez
Viellenave-d’Arthez ist eine französische Gemeinde mit 227 Einwohnern (Stand 1. Januar 2022) im Département Pyrénées-Atlantiques in der Region Nouvelle-Aquitaine (vor 2016: Aquitanien). Die Gemeinde gehört zum Arrondissement Pau und zum Kanton Artix et Pays de Soubestre (bis 2015: Kanton Arthez-de-Béarn).
Der Name Viellenave lautet in der gascognischen Sprache Vielanava (deutsch Neustadt). 1956 ist der Zusatz „d’Arthez“ zur Unterscheidung von gleichnamigen Gemeinden angefügt worden.
Die Einwohner werden Viellenavois und Viellenavoises genannt.

## Geographie
Viellenave-d’Arthez liegt ca. 20 km nordwestlich von Pau in der historischen Provinz Béarn.
Umgeben wird der Ort von den Nachbargemeinden:
|        | Mazerolles                                  | Momas |
| Cescau | Kompassrose, die auf Nachbargemeinden zeigt |       |
|        | Bougarber                                   | Uzein |

Viellenave-d’Arthez liegt im Einzugsgebiet des Flusses Adour.
Die Aygue Longue und der Uzan, Nebenflüsse des Luy de Béarn, durchqueren das Gebiet der Gemeinde.

## Geschichte
Der Landstrich ist bereits in der Frühgeschichte besiedelt worden, wie Funde von insgesamt fünf Hügelgräbern rund um Viellenave-d’Arthez bezeugen. Die Familie Gramont gründete im 14. Jahrhundert das Dorf als Bastide, jedoch begann seine Entwicklung eher schleppend, denn bei der Volkszählung im Béarn im Jahre 1385 wurden gerade einmal sechs Häuser gezählt. Das Dorf gehörte zur Bailliage von Pau.
Toponyme und Erwähnungen von Viellenave-d’Arthez waren:
- Biele-Nave (1350, Notare aus Pardies),
- Biele-Nabe (1457, Kopialbuch von Ossau, Blatt 231),
- Vielenabe pres Cescau (1538, réformation de Béarn, Manuskriptsammlung des 16. bis 18. Jahrhunderts),
- Viellenave (1750 und 1793, Karte von Cassini bzw. Notice Communale) und
- Viellenave-d’Arthez (1956).[5][6][3]

### Einwohnerentwicklung
Nach Beginn der Aufzeichnungen stieg die Einwohnerzahl in der Mitte des 19. Jahrhunderts auf einen Höchststand von rund 255. In der Folgezeit sank die Größe der Gemeinde bis zu den 1960er Jahren auf rund 120, bevor eine Erholungsphase einsetzte, die noch andauert.
| Jahr      | 1962 | 1968 | 1975 | 1982 | 1990 | 1999 | 2006 | 2010 | 2022 |
| --------- | ---- | ---- | ---- | ---- | ---- | ---- | ---- | ---- | ---- |
| Einwohner | 143  | 119  | 137  | 130  | 157  | 154  | 163  | 172  | 227  |

## Sehenswürdigkeiten
- Peyredaha. Es handelt sich um einen Felsblock aus Konglomerat. Er ist in der letzten Kaltzeit dort abgelegt worden und besteht aus Sedimentgestein umhüllt von Trümmern. Im Mittelalter wurde der Felsen als Grenzstein für Weideflächen genutzt. Es rankten sich aber auch mehrere Legenden um ihm. Eine besagte, dass derjenige, der ihn heben würde, einhundert Taler darunter entdecken sollte. Eine andere, dass es das fehlende Stück der Brücke von Orthez sei, das der Teufel niemals versetzen konnte.[9]

## Wirtschaft und Infrastruktur
Die Landwirtschaft ist der wichtigste Wirtschaftsfaktor der Gemeinde.

### Verkehr
Viellenave-d’Arthez ist erreichbar über die Routes départementales 32, 201, 233 und 945, der ehemaligen Route nationale 645.